# ممنوع الحب (فلم)
ممنوع الحب فيلم مصري من إنتاج عام 1942، وهو خامس عمل سينمائي للفنان المصري محمد عبد الوهاب وهو فيلم كوميدي فكاهي يدور حول صراع بين عائلتين لأسباب غير مبررة (ولذلك فمسار العمل يختلف عن القصة المقتبس منها وهي قصة روميو وجولييت المأساوية)، وربما هذا الفيلم هو أول أفلام مديحة يسري التي تظهر لفترة قصيرة قبل أغنية بلاش تبوسني في عنيّا.
حسب عناوين الفيلم، فإن جميع أغاني الفيلم من كلمات حسين السيد إلاّ أغنية واحدة (لم تذكرها العناوين وهي ردّي عليا من كلمات مأمون الشناوي)، ومن الأغاني المشهورة في الفيلم بلاش تبوسني ف عنيه، ويا مسافر وحدك. كما أن العناوين لم تذكر أن أحمد عبد المجيد هو مؤلف أحد أغاني الفيلم وهي ما كانش ع البال.

## قصة الفيلم
يصل لعزيز تلغراف كاذب بوفاة والده عبد الغفار باشا، وفي القطار يتقابل مع فكرية ابنة العدو اللدود لوالده، لكنه يعرف حقيقة استدعائه للبلدة لكي يناصر والده في حملته العدائية لأبو المجد والد فكرية، إلا أنه يحاول الصلح بين الطرفين، وفي نفس الوقت يحاول التقرب من فكرية وتتوالى الأحداث.

## طاقم العمل
قصة: عباس علام
سيناريو: محمد كريم
إخراج: محمد كريم
ماكيير: حلمي رفلة
كلمات الأغاني: مأمون الشناوي وحسين السيد
ألحان الأغاني والموسيفي التصويرية: محمد عبدالوهاب
إنتاج: أفلام عبد الوهاب

## بطولة
محمد عبدالوهاب
رجاء عبدة
ليلي فوزي
زينات صدقي
سامية جمال
مديحة يسري
عبدالوارث عسر
أمين وهبة
عبدالعزيز خليل
محمد أمين

## روابط خارجية
- مقالات تستعمل روابط فنية بلا صلة مع ويكي بيانات